# دينيسي غوردي
دينيسي غوردي (بالإنجليزية: Denise Gordy)‏ هي ممثلة أمريكية، ولدت في 11 نوفمبر 1949 في ديترويت في الولايات المتحدة.

## وصلات خارجية
- دينيسي غوردي على موقع IMDb (الإنجليزية)
- دينيسي غوردي على موقع قاعدة بيانات الفيلم (الإنجليزية)